# Janne Holmén
Janne Holmén (født 26. september 1977 i Jomala, Åland) er en finsk maratonløber. Han er søn af den tidligere EM-guldvinder Nina Holmén og gift med Laila Skah fra Marokko, som er søster til Khalid Skah, som vandt OL-guld på 10.000 m ved OL i Barcelona i 1992.
Janne Holméns bedste resultat er sejren i maratonløb ved EM i atletik i München i 2002 i tiden 2:12:14. Hans bedste VM-resultat er 9.-pladsen i maratonløb ved VM i Osaka i 2007. Holméns personlige rekord er sat ved Berlin maraton i 2003 og lyder på 2:12:10.
Ved siden af idrætten beskæftiger Holmén sig med historie. Den 5. maj 2006 forsvarede han sin doktorafhandling Den politiska läroboken: Bilden av USA och Sovjetunionen i norska, svenska och finländska läroböcker under Kalla kriget ved Uppsala Universitet.